# Chayanisa Chomchuendee
Sukanya Chayanisa Chomchuendee (née le 9 septembre 1988 à Surin) est une athlète thaïlandaise, spécialiste du saut à la perche.

## Carrière
Elle est médaillée de bronze du saut à la perche aux Championnats d'Asie d'athlétisme 2013 et aux Championnats d'Asie d'athlétisme 2017 . 
Elle bat avec 4,30 m son record personnel pour remporter la médaille d'argent lors des Jeux asiatiques de 2018.